# Giovanni Maria Galli da Bibbiena
Giovanni Maria Galli da Bibbiena (Bibbiena, 1625 – Bologna, 1665) è stato un pittore italiano.

## Biografia
Pittore italiano, capostipite dei Galli da Bibbiena, nato a Bibbiena nel 1625 dal fiorentino Francesco Galli, podestà della cittadina toscana, e morto a Bologna il 21 giugno del 1665.
Fu messo a bottega presso Francesco Albani divenendone assistente ed addetto alle scene acquatiche.
Produsse copie fedeli delle opere del proprio maestro prima di intraprendere una carriera in proprio.
Fu attivo soprattutto a Bologna, dove troviamo una sua Ascensione del 1651 presso la Certosa di Bologna e un affresco raffigurante San Bernardino e due Sibille presso la chiesa del buon Gesù.